# صالح شطا
السيد صالح بن بكري بن محمد شطا الحسيني الهاشمي الدمياطي الأصل المكي المولد الشافعي المذهب (1302هـ - 1369هـ) عضو سابق في الجمعية الأهلية، وفي لجنة التفتيش والإصلاح. عين مستشارا لنائب جلالة الملك في الحجاز، ثم مديراً للمعارف، ثم عضواً بمجلس الشورى في بداية تأسيس المجلس عام 1345هـ. وفي عام 1350هـ عين معاوناً لنائب جلالة الملك وعضواً في مجلس الوكلاء ثم عاد ثانية إلى مجلس الشورى فعين نائباً لرئيس المجلس.
والده السيد بكري شطا من علماء مكة المكرمة .

## نشأته
ولد عام 1302هـ بمكة المكرمة من أسرة مهاجرة لمكة من دمياط في مصر، وتوفي والده وهو في الثامنة من عمره فكفله أخوه أحمد شطا. وكان له من الأولاد: محمود وأحمد وبكري وجعفر.

## تعليمه
تعلم في المسجد الحرام ثم تحصل على إجازة بالتدريس في الحرم وقام برحلات إلى مصر وفلسطين والشام ولبنان عام 1318هـ وإلى الهند والملايو عام 1327هـ.

## وفاته
توفي يوم 29 صفر سنة 1369هـ.